# Шампиньон перелесковый
Шампиньо́н переле́сковый (лат. Agaricus silvicola) — гриб из рода Шампиньон (Agaricus) семейства Шампиньоновые (Agaricaceae). 
Научные синонимы:
- Agaricus campestris var. silvicola  Vittad., 1832 basionym
- Psalliota campestris var. silvicola  (Vittad.) P. Kumm., 1871
- Pratella campestris var. silvicola  (Vittad.) Gillet, 1878
- Psalliota silvicola  (Vittad.) Richon & Roze, 1885
- Fungus silvicola  (Vittad.) Kuntze, 1898

Русские синонимы:
- Шампиньон то́нкий

## Описание
Шляпка диаметром 5—10 см, вначале яйцевидная, затем выпуклая, у старых грибов раскрывается до плоской. Кожица гладкая, атласная или шелковистая, белая или кремовая, у старых грибов становится светло-коричневой или сероватой, от прикосновения покрывается лимонно-жёлтыми пятнами.
Мякоть в шляпке более тонкая, чем у других шампиньонов, белая, на срезе медленно приобретает охристо-жёлтую окраску, имеет сильный анисовый запах (по отдельным источникам — миндальный).
Ножка длиной 8—12 и диаметром 1—2 см, стройная, с волокнистой мякотью, с возрастом становится полой, с округлым утолщением в основании до 3 см.
Пластинки свободные, очень частые, широкие. Цвет их с возрастом меняется от чисто белого или сероватого до розового, коричневого с беловатой каймой по краям, а затем почти чёрного с шоколадным оттенком.
Остатки покрывал: кольцо на ножке двойное, кожистое, очень широкое, свисающее, у старых грибов дряблое. Верхняя сторона его белая, позже окрашивается выпадающими спорами, бывает чешуйчатой, нижняя — сероватая. Вольва отсутствует.
Споровый порошок шоколадно-коричневый или тёмно-бурый, споры 7×4,5 мкм, эллипсоидальные.

## Экологияи распространение
Встречается в хвойных и светлых лиственных лесах, особенно часто под елями и буками, среди валежника, на богатых почвах. Появляется группами, иногда многочисленными, встречается часто, распространён в северной умеренной зоне.
Сезон лето — осень.

## Сходные виды
Съедобные:
- Шампиньон кривой (Agaricus abruptibulbus) очень похож, чаще встречается под соснами, имеет утолщение ножки с более острыми краями.
- Шампиньон полевой (Agaricus arvensis) крупнее и растёт на лугах, полянах, в лесах встречается реже.

Ядовитые:
- Шампиньон желтокожий (Agaricus xanthodermus) растёт обычно среди травы, на лугах и пастбищах, легко отличается по сильному неприятному запаху.

### Опасность
С молодыми шампиньонами можно спутать смертельно ядовитые бледную поганку, мухомор вонючий и другие светлые мухоморы. Они отличаются по наличию вольвы в основании ножки, всегда белым пластинкам и не желтеющей от надавливания кожицей.

## Пищевые качества
Хороший съедобный гриб, отличается приятным вкусом. Молодые грибы можно употреблять в сыром виде, зрелые рекомендуется отваривать. Гриб может накапливать кадмий и другие тяжёлые металлы, поэтому его рекомендуется употреблять в ограниченном количестве.